# Corrales (Nuovo Messico)
Corrales è un villaggio degli Stati Uniti d'America della contea di Sandoval e della contea di Bernalillo nello Stato del Nuovo Messico. La popolazione era di 8 329 abitanti al censimento del 2010. Grazie alla vicinanza al Rio Grande, il villaggio fu creato per motivi agricoli. Il Rio Grande Bosque sul bordo orientale del villaggio offre rifugio per gli animali nativi e le piante. Il villaggio combatte duramente per mantenere il suo carattere rurale, per via del fatto di essere circondato da città in rapida espansione come Rio Rancho e Albuquerque.

## Geografia fisica
Corrales è situata a 35°14′05″N 106°37′05″W (35.234838, -106.618183).
Secondo lo United States Census Bureau, ha un'area totale di 11,2 miglia quadrate (29 km²).

## Storia
Il villaggio era alla posizione #19 nella lista dei 100 migliori luoghi per vivere della CNN Money nel 2007.

## Società

### Evoluzione demografica
Secondo il censimento del 2000, c'erano 7 334 persone.

### Etnie e minoranze straniere
Secondo il censimento del 2000, la composizione etnica della città era formata dall'86,05% di bianchi, lo 0,57% di afroamericani, l'1,51% di nativi americani, lo 0,79% di asiatici, lo 0,03% di oceanici, l'8,22% di altre razze, e il 2,82% di due o più etnie. Ispanici o latinos di qualunque razza erano il 25,55% della popolazione.